# فان چون ییپ
فان چون ییپ (انگلیسی: Fan Chun Yip؛ زادهٔ ۱ مهٔ ۱۹۷۶) بازیکن سابق و مربی فوتبال اهل هنگ کنگ است.
از باشگاه‌هایی که در آن بازی کرده است می‌توان به باشگاه فوتبال هنگ کنگ رنجرز و باشگاه چین جنوبی اشاره کرد.
وی همچنین در تیم‌های ملی فوتبال هنگ کنگ و زیر ۲۳ سال هنگ کنگ بازی کرده است.